# Ivindomyrus
Ivindomyrus is een geslacht van straalvinnige vissen uit de familie van de tapirvissen (Mormyridae).

## Soort
- Ivindomyrus marchei (Sauvage, 1879)
- Ivindomyrus opdenboschi Taverne & Géry, 1975